# Ichikawa (Chiba)
Ichikawa (Japans: 市川市, Ichikawa-shi) is een Japanse stad in het westen van de prefectuur Chiba die door de rivier de Edogawa (江戸川) van de hoofdstedelijke prefectuur Tokio gescheiden wordt. De stad telde op 1 juni 2007 ongeveer 469.844 inwoners op een oppervlakte van 57,46 km².

## Geschiedenis
De locatie werd sedert eeuwen her bewoond, getuige de aanwezigheid van schelpheuvels die van de Jomon-periode (10.000-300 v.Chr.) dateren. Na de Taika-hervormingen (645,大化改新, Taika kaishin) werd de stad hoofdplaats van een leenrijk en zetel van een boeddhistische staatstempel (国分寺, kokubunji). Ichikawa was een voormalig relais op de Chiba-route (千葉街道, Chiba kaidō) en stond met zijn omliggende gemeenten als zoutproducent bekend. In oktober 1934 werd de gemeente samen met de deelgemeenten Yawata (八幡), Nakayama (中山) en Kokubunmura (国分村) tot stad gereorganiseerd. De aanleg van twee spoorlijnen in 1894 bracht de stad tot verdere ontwikkeling als industrie-, handels- en forensengemeente.

## Economie
Vandaag is Ichikawa voornamelijk van belang als woonstedelijk gebied voor pendelaars naar Tokio, en met enkele ondernemingen uit de zware industrie en chemie op haar grondgebied maakt de stad tevens deel uit van het Keiyo-industriegebied. Voorts telt Ichikawa enkele onderwijsinstellingen. De primaire sector liep sterk terug, maar bleef nog in de vorm van groentekwekerijen en perenboomgaarden (noordrand) bewaard.